# Greg West
Greg West (Springfield, 13 giugno 1985) è uno skeletonista statunitense.

## Biografia
Prima di dedicarsi allo skeleton, West ha praticato il surf. Iniziò a gareggiare per la squadra nazionale statunitense nel 2011, debuttando in Coppa Nordamericana e in Coppa Intercontinentale a gennaio di quell'anno e a novembre 2012 anche in Coppa Europa. 
Esordì invece in Coppa del Mondo nella penultima gara della stagione 2011/12 il 3 febbraio 2012 a Whistler, dove si piazzò al ventitreesimo posto nel singolo; ha raggiunto quale miglior risultato in una tappa di Coppa del Mondo l'ottavo posto mentre in classifica generale si è piazzato in tredicesima posizione nel 2018/19.
Prese parte ai campionati mondiali di Whistler 2019, vincendo la medaglia di bronzo nella competizione a squadre e piazzandosi al nono posto nella gara individuale.

## Palmarès

### Mondiali
- 1 medaglia:
  - 1 bronzo (gara a squadre a Whistler 2019).

### Coppa del Mondo
- Miglior piazzamento in classifica generale: 13º nel 2018/19.

### Circuiti minori

#### Coppa Intercontinentale
- Miglior piazzamento in classifica generale: 12º nel 2016/17.

#### Coppa Europa
- Miglior piazzamento in classifica generale: 13º nel 2011/12.

#### Coppa Nordamericana
- Miglior piazzamento in classifica generale: 12º nel 2013/14;
- 2 podi (nel singolo):
  - 1 secondo posto;
  - 1 terzo posto.